# 罗伯特·哈丁
罗伯特·哈丁（德語：Robert Harting；1984年10月18日—）是一名德国铁饼运动员，他代表的俱乐部是SCC Berlin，教练为Torsten Schmidt。他以68.27米赢得2012年伦敦奥运会铁饼金牌，也是2009年、2011年和2013年世界田徑錦標賽铁饼冠军。他的弟弟克里斯托夫·哈丁是2016年奥运会铁饼金牌得主（68.37米）。